# Berounský vikariát
Berounský vikariát je územní část pražské arcidiecéze. Tvoří ji 7 římskokatolických farností.

## Farnosti vikariátu
| Farnost        | Správce                                                                 | Další duchovní ve farnosti | Farní kostel            |
| -------------- | ----------------------------------------------------------------------- | --- | ----------------------- |
| Beroun         | dp. Mgr. Ing. Petr Bouška, administrátor                                | dp. Mgr. Ing. Jozef Sudor, farní vikář • Ct.p. Josef Jonáš, jáhenská služba • dp. Josef Moulík, výpomocný duchovní •PhDr. Mgr. Ondřej Mrzílek, jáhenská služba •Jiří Cikánek, jáhenská služba | sv. Jakuba Staršího     |
| Hořovice       | dp. Mgr. Stefan Michal Wojdyła, administrátor                           | | sv. Jiljí               |
| Rudná-Hořelice | P. ThLic. Norbert František Vehovský O.Praem., administrátor excurrendo | | Stětí sv. Jana Křtitele |
| Řevnice        | dp. Ing. Mgr. Robert Hanačík, farář                                     | dp. Mgr. Karel Biško, farní vikář | sv. Mořice              |
| Tachlovice     | P. ThLic. Norbert František Vehovský O.Præm., administrátor excurrendo  | | sv. Jakuba Staršího     |
| Úhonice        | P. Mgr. Daniel Peter Janáček O.Præm., administrátor excurrendo          | | Panny Marie             |
| Žebrák         | dp. ThDr. Krzysztof Drzazga, administrátor                              | | sv. Vavřince            |